# 상주 함창사마소 유물
상주 함창사마소 유물(尙州 咸昌司馬所 遺物)은 대한민국 경상북도 상주시 함창읍 신흥리에 있는 조선시대의 유물이다. 2013년 8월 19일 경상북도의 문화재자료 제612호로 지정되었다.

## 지정 사유
이 유물은 상주의 사마록 봉안소 문중에서 소장하고 있는 3종(種)의 고서(古書)이다. 1690년경 편성(編成)된 것으로 추정되는 『함녕사마록(咸寧司馬錄)』과 1713년에 편성된『함녕사마록(咸寧司馬錄)』, 그리고 1692년에 편성된『함녕사마록계안(咸寧司馬錄稧案)』등이다. 이 책들은 경상도 함녕(咸寧)(함창(咸昌)) 지역 출신으로 사마시(司馬試)(생원(生員)·진사시(進士試))에 입격한 사람들의 명부(名簿)로서, 최초 편성은 17세기 후반에서 18세기 초반에 이루어진 것으로 추정되고, 명단은 조선시대 말까지 추록(追錄)하였다.
사마방목(司馬榜目)이 온전하게 전하지 않는 현 상황에서 사마소가 설치된 과정과 더불어 생원·진사 475인(人)(중복제외 267인(人))의 명단이 수록된 함창 지역의 인명록이라는 점에서 지역사 연구에 중요한 자료라고 판단되므로 문화재자료(文化財資料)로 지정한다.

## 지정 내역
| 일련번호       | 명칭                                        | 구조·형식 ·형태 | 규격(cm)  | 수량    | 기타 특징                                  |
| -------------- | ------------------------------------------- | --------------- | --------- | ------- | ------------------------------------------ |
| 문화재자료 612 | 상주 함창사마소 유물 (尙州 咸昌司馬所 遺物) | 3책(冊)         | 3책(冊)   | 3책(冊) | 3책(冊)                                    |
| -1             | 함녕사마록 (咸寧司馬錄)                     | 필사본          | 37×26     | 1책     | 최초 편성(編成)시기 : 1713년(숙종 39)      |
| -2             | 함녕사마록계안 (咸寧司馬錄稧安)             | 필사본          | 37×26     | 1책     | 최초 편성(編成)시기 : 1692년(숙종 18)      |
| -3             | 함녕사마록 (咸寧司馬錄)                     | 필사본          | 29.2×22.8 | 1책     | 최초 편성(編成)시기 : 1690년(숙종 16) 추정 |

## 참고 문헌
- 상주 함창사마소 유물 - 국가유산청 국가유산포털